# Utsatt område

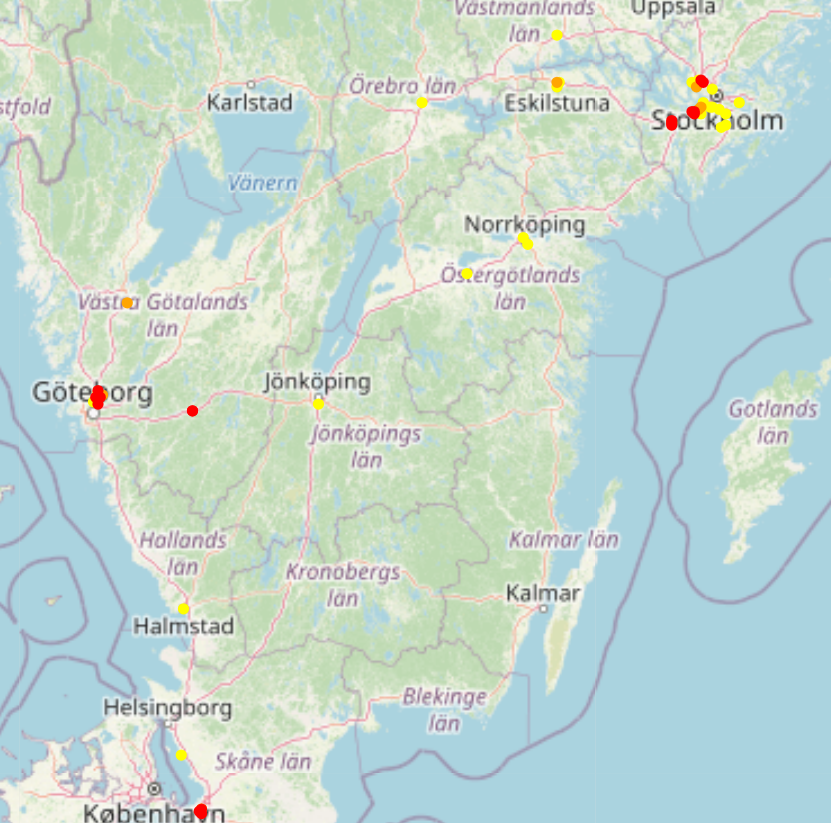
Karta över utsatta områden 2023
Särskilt utsatt område
Riskområde
Utsatt område (enbart)

Utsatt område är ett begrepp som polisen i Sverige sedan 2015 använder för att beskriva ett geografiskt avgränsat område eller stadsdel med låg socioekonomisk status och med kriminell påverkan på lokalsamhället. Områdena delas upp i tre kategorier: utsatta områden, riskområden, och särskilt utsatta områden.
I december 2023 togs sex områden bort från listan, och fyra områden tillkom. Fyra av de utsatta områden som kvarstod på listan nedgraderades till mindre allvarliga kategorier, medan ett område uppgraderades till en mer allvarlig kategori. Därmed var det totalt 59 områden (varav 27 "utsatta områden", 15 "riskområden" och 17 "särskilt utsatta områden"). I oktober 2021 var det totalt 61 områden. I juni 2019 var det totalt 60 områden. År 2023 bodde omkring 550 000 personer eller 5 procent av landets befolkning i något av dessa områden och år 2017 200 000 personer eller 2,0 procent av befolkningen i särskilt utsatta områden.

## Kriterier

### Utsatt område
Ett utsatt område karaktäriseras av:
- låg socioekonomisk status
- kriminellas inverkan på lokalsamhället genom
  - direkta påtryckningar såsom hot och utpressning,
  - offentligt våld som riskerar att skada tredje man,
  - öppen narkotikahandel och
  - utåtagerande missnöje mot samhället.

### Riskområde
Ett riskområde är ett område som uppfyller kriterierna för utsatta områden och som dessutom ligger i riskzonen för att bli särskilt utsatt om inte åtgärder sätts in.

### Särskilt utsatt område
Begreppet särskilt utsatt område används för att beskriva ett område
- där polisen har svårt eller nästan omöjligt att fullfölja sina uppdrag
- där det finns parallella samhällsstrukturer
- där invånarna är obenägna att delta i rättsprocessen
- där övergrepp i rättssak är vanliga, såsom systematiska hot mot vittnen och målsäganden
- med våldsbejakande religiös extremism[12] där personer reser för att delta i strid i konfliktområden och fundamentalister begränsar människors friheter såsom religionsfrihet.[8]
- med etnisk segregation[12]
- med hög koncentration av kriminella[12]

Dessa var 2015 15 till antalet, 2017 23, 2019 22, 2021 19 och 2023 17. 
De särskilt utsatta områdena varierar i antalet bosatta från 4 000 i Södra Sofielund till 35 000 i Rinkeby/Tensta. Folkbokföringsuppgifter i områdena är något osäkra eftersom det förekommer att ett stort antal individer är folkbokförda i samma lägenhet, med en andel lägenheter där 10-30 personer är folkbokförda varierar mellan 4,5% i Rinkeby/Tensta till nära 0% i Hjällbo. Alla områden ligger i den södra halvan av Sverige.

### Ifrågasatta kriterier
Polisens lista över utsatta områden och de kriterier den bygger på har 2021 granskats av Riksrevisionen, som konstaterar att metoden för att identifiera områdena delvis bygger på lokalpolisområdets "subjektiva skattningar av områdets problematik". Bedömningar av olika områden är därmed inte jämförbara, och det är inte möjligt att dra säkra slutsatser om huruvida antalet utsatta områden ökar eller minskar. I samarbete med docent Hans Abrahamsson vid Göteborgs universitet har Borås kommun  2021 startat ett projekt som fokuserar på stadsdelen Norrby, med ambitionen att komplettera polisens bedömningar och ta fram "medskapande lägesbilder". Ytterligare tre-fyra kommuner har påbörjat liknande arbete.

## Kriminalitet
Brottsligheten i dagens utsatta områden såväl som historiska fattigkvarter omfattar upplopp, våldsgärningar, skjutningar på allmän plats och organiserad brottslighet. Enligt 2017 års polisrapport finns cirka 5 000 kriminella i områdena grupperade i runt 200 nätverk. Ökningen av skjutvapenvåld och sprängdåd med handgranater i Sverige är koncentrerad till utsatta områden. Polis och räddningstjänst rapporterar också om stora problem med stenkastning och andra attacker mot brandbilar och ambulanser, framför allt i de utsatta områdena runt Järvafältet i Stockholm (2016).
En opinionsundersökning av Novus och The Global Village i juni 2018 visade att 18 procent av de som bor i utsatta områden upplever sig som otrygga, 23 procent av dem i särskilt utsatta områden, att jämföra med 5 procent av resten av befolkningen. I juni 2017 presenterade BRÅ siffror i den Nationella trygghetsundersökningen (NTU) som visade att 53 % av kvinnorna i dessa områden helst inte vistas utomhus under sena kvällar.

## Faktorer som anförts till att medverka till problemen i de utsatta områdena

### Socioekonomisk utsatthet
De utsatta områdena har en hög grad av sociekonomisk utsatthet jämfört med övriga landet. De karaktäriseras av många olika sociala problem, utbildningsnivåerna är låga och arbetslösheten hög. Andelen barn i ekonomiskt utsatta hushåll är fortfarande hög i utsatta områden, även om den har minskat kraftigt mellan år 2011 och 2016. Drygt 13 procent av hushållen har någon form av ekonomiskt bistånd. Medianinkomsten är 205 000 kronor för personer i åldern 20–64 i utsatta områden, och 189 000 kronor i särskilt utsatta områden, att jämföra med 321 000 i icke utsatta områden. Kvinnor har i genomsnitt 73 procent av männens medianinkomst i utsatta områden, medan kvinnor i andra delar av landet har 83 procent av männens inkomst.
Generellt har en person som har haft socialbidrag en överrisk på 6,1 gånger att bli registrerad för brott i Sverige.

### Utbildningsnivåer
Enligt polisens rapport från 2017 lämnar 40 procent grundskolan i särskilt utsatta områden med icke godkända betyg, att jämföra med riksgenomsnittet där 12,8 procent saknade gymnasiebehörighet under de fyra föregående åren. Skillnaden är särskilt tydlig bland niondeklassare med svenskfödda föräldrar, av vilka 23 procent inte får godkända betyg i de utsatta områdena, att jämföra med 9 procent i icke utsatta områdena. I utsatta områden har färre än hälften tagit studenten inom fyra års gymnasiestudier. Ordningsproblemen är stora i skolan. Betygsgapet är särskilt stort mellan flickor och pojkar i utsatta områden.
I Sverige har en person som saknar eftergymnasial utbildning en överrepresentation på 5,7 gånger att bli registrerad för brott jämfört med andra personer.

### Arbetslöshet
I hela Sverige var i februari 2017  sysselsättningsgraden 66,7 % medan den är 49,5 % i utsatta områden och 47,2 % i särskilt utsatta områden. 7,9 procent av boende i utsatta områden är öppet arbetslösa, att jämföra med 3,1 procent i hela landet. Offentliga sektorn underpresterar i att anställa människor från utsatta områden jämfört med resten av samhället, medan bygg- och fastighetsbranschen lyckas bättre. Trots att kvinnor i genomsnitt är bättre utbildade än män i områdena är det färre kvinnor som har eller söker arbete.

### Utrikes födda
De särskilt utsatta områdena har en hög andel invånare födda utomlands, som varierar mellan 45 och 60 procent, att jämföra med 18,5 procent utrikes födda i hela befolkningen år 2017. Många har bristande kunskaper i svenska. I de utsatta områdena i Stockholms län är en majoritet av befolkningen födda utomlands (53 procent), medan 20 procent är svenskfödda med båda föräldrarna födda utomlands enligt en rapport från Stockholms handelskammare år 2018.
Tiden en individ har bott i Sverige påverkar förutsättningarna för att slutföra gymnasiet. Enligt en analys av särskilt utsatta områden gjord av SCB, ett vardera i fem olika kommuner, hade 24% av de som var 13 år och äldre vid första folkbokföringsdatum och som registrerats på en gymnasieutbildning slutfört sin utbildning. Bland de utrikes födda som folkbokförts före 13 års ålder hade 64% av kvinnorna och 54% av männen  i särskilt utsatta områden genomfört en gymnasieutbildning. I de fem kommunernas övriga befolkning hade 76% av kvinnor och 68% av män genomfört gymnasieskolan.
Enligt Brå är det 2,5 gånger vanligare att en utrikesfödd person är registrerad för brott i Sverige än en inrikes född med likvärdig bakgrund i övrigt, vilket är mindre betydelsefullt som kriminogen faktor än ovan nämnda faktorer, och även jämfört med kön (män har en överrisk på 3,5 gånger jämfört med kvinnor).

### Ung medelålder och gängbildning
Enligt en myndighetsrapport från 2017 har särskilt utsatta områden högre andel personer under 18 år än riksgenomsnittet (21%). I Vivalla är ungdomarna ca 36%, i Rosengård ca 33% och i Hammarkullen ca 28%. I rapporten konstateras att det är 2,5 gånger vanligare att 15-17-åringar är registrerade för brott än personer äldre än 41 år i Sverige.
När kriminella ungdomsgäng etablerats i lokalmiljön kan de uppfattas som en alternativ maktfaktor jämte myndigheter och gängens brutalitet gör att många inte vågar samarbeta med polisen.

### Radikala rörelser
Majoriteten av de som har rest ifrån Sverige till konfliktdrabbade länder för att delta i strid bor eller har bott i utsatta områden, och många har suttit i fängelse. Enligt en rapport från Försvarshögskolan så kommer 70% av terrorresenärer från de utsatta områdena, som åker utomlands för att strida för islamistiska terroristgrupper. Bland annat i de särskilt utsatta områdena finns en radikal islamistisk miljö som rekryterar till och finansierar terrorism.
En fjärdedel av svenska moskéer är finansierade av saudisk wahabism. Vissa moskeer som ligger i eller nära utsatta områden bidrar enligt polisens rapport med stor sannolikhet till radikaliseringen.
Vittnesmål förekommer om självutnämnda moralpoliser som inskränker kvinnors frihet i invandrartäta förorter ibland genom hedersvåld inom familjen, och om religiöst motiverade hatbrott i form av hot och våld mot konvertiter. Förövare kan exempelvis vara familj, vänner och grannar som har svårt att acceptera att den utsatte har konverterat, och personer som konverterar från islam är särskilt utsatta.

## Offentliga insatser i de utsatta områdena
Under åren har olika regeringar budgeterat statsbidrag till kommuner med stadsdelar präglade av socioekonomiskt utanförskap och boendesegregation, och som i många fall har sammanfallit med de utsatta områden som polisen har identifierat. Dessa satsningar har inkluderat:
- 1995-1998: Blommansatsningen i åtta kommuner som omfattade statsbidrag på cirka 700 miljoner.[39]
- 1999-2004: Storstadssatsningen med en budget på 2 miljarder[40] som berörde 24 stadsdelar i sju kommuner.
- 2008-2011: Lokala utvecklingsavtal (LUA) med 38 utanförskapsområden i 21 kommuner
- 2012-2015: 15 urbana utvecklingsområden (URB) i nio kommuner (dessa var före 2012 klassade som utanförskapsområden). År 2014 fick dessa områden 99 miljoner i statsbidrag.[41]
- Från 2015: Statsbidrag till 32 utpekade kommuner med socioekonomiskt eftersatta områden.[42][38]
- Mellan 2017 och 2019 fanns cirka 30 statsbidrag från regeringen och Regeringskansliet som en del av 140 insatser riktade mot utsatta områden. Bidragen omfattade cirka 10 miljarder, som inte omfattade de 3-4 miljarder i bidrag till folkbildning som Utbildningsdepartementet uppgav var ett indirekt bidrag till utsatta områden.[43]
- Från 2020 avsattes 11 miljarder för insatser i Göteborgs sex särskilt utsatta områden under en femårsperiod avsågs komma användas till nybyggnation, sophantering utan nedskräpning, klottersanering personal, "trygghetsvärdar" och insatser mot olaglig andrahandsuthyrning. Målsättningen angavs vara att de sex särskilt utsatta områdena skulle omklassificeras från särskilt utsatta till utsatta, något som dittills skett bara med ett enda område i Sverige, området Gårdsten i Göteborg.[44][45]

År 2017 hade fyra av de särskilt utsatta områdena polisstationer: Hjällbo i Göteborg, Vivalla i Örebro, Rosengård i Malmö samt Araby i Växjö.
Enligt Riksrevisionens granskning RIR 2020:14 var det svårt att förstärka bemanning av socialtjänst och polis på grund av hög personalomsättning och svårigheter med att rekrytera personal till områdena. 
Regeringen har också avsatt resurser till polisens myndighetssamverkan i socialt utsatta områden, till Idrotts- och ungdomsledare i områdena, till förskolor med tuffa förutsättningar och skolor med låga kunskapsresultat i områdena i ett reformprogram för åren 2017-2025. En summa av 110 miljoner avsattes för reformer år 2017 och summan är tänkt att höjas till 250 miljoner årligen från 2020.
År 2017 avsatte Boverket 500 miljoner SEK till stöd för fastighetsägare att förbättra utemiljöer i utsatta områden. År 2016 sattes 15 övervakningskameror upp i Norra Biskopsgården efter önskemål från de boende i området som framkommit under polisens medborgardialoger. Våren 2019 installerades övervakningskameror i Hässleholmen/Hulta och Norrby i Borås samt i utsatta områden i Malmö.

### Delegationen mot segregation (Delmos)
Enrådighetssmyndigheten Delegationen mot segregation (Delmos) tillsattes av regeringen 2018 för att förbättra situationen i socioekonomiskt utsatta områden. Kansliet låg i Flemingsberg och var samlokaliserat med Södertörns högskola. Under 2018 delade Delmos ut 45 miljoner i statsbidrag till kommuner, landsting och ideella föreningar. Bland det hundratalet ideella föreningarna återfanns bland annat Röda Korset, Stadsmissionen, FC Rosengård, Sensus studieförbund, Hammarby IF och Cirkus Unik.
Myndigheten hade 17 anställda i januari 2019 och låg från början hos Kulturdepartementet men flyttades senare till Arbetsmarknadsdepartementet.
I februari 2021 fick Delmos även i uppgift att undersöka hur segregation påverkar bibehållande av sedvänjor som resulterar i hedersförtryck, hedersvåld och motverkar jämställdhet.
I regeringens regleringsbrev för 2022 gavs myndigheten Delmos i uppdrag att förbereda för avveckling av verksamheten till den 31 december 2022.

## Lista över områden
| U Utsatt område (enbart) |
| R Riskområde             |
| S Särskilt utsatt område |

I tabellen visas även när områdena klassats som utanförskapsområde 2008-2012, som LUA-områden 2008-2011 och som URBAN 15-områden 2012 (vilka före dess varit klassade som LUA-områden), samt även de 40 områden som 2024 klassats att ha störst utanförskapsproblematik, här åsatt UO
| Län                  | Kommun                            | Område                            | 2008-2012 | 2015 | 2017 | 2019 | 2021 | 2023 | 2024 |
| Dalarnas län         | Borlänge*                         | Tjärna Ängar                      |           | R    | R    | R    | R    | R    | UO   |
| Hallands län         | Falkenberg                        | Falkagård (avförd 2017)           |           | U    |      |      |      |      |      |
| Hallands län         | Halmstad*                         | Andersberg                        | LUA       | U    | U    | U    | U    | U    | UO   |
| Jönköpings län       | Jönköping*                        | Råslätt                           |           | U    | U    | U    | U    | U    |      |
| Kronobergs län       | Växjö*                            | Araby                             | URBAN 15  | S    | S    | S    | R    | R    | UO   |
| Skåne län            | Helsingborg*                      | Adolfsberg/Dalhem/Drottninghög    |           | R    | R    | R    | R    | R    |      |
| Skåne län            | Helsingborg*                      | Söder                             |           |      | R    | R    | R    | R    | UO   |
| Skåne län            | Kristianstad*                     | Charlottesborg (avförd 2023)      | URBAN 15  | U    | U    | U    | U    |      |      |
| Skåne län            | Kristianstad*                     | Gamlegården                       | URBAN 15  | U    | U    | U    | U    | U    | UO   |
| Skåne län            | Landskrona*                       | Koppargården/Karlslund            | URBAN 15  | U    | S    | S    | R    | U    |      |
| Skåne län            | Malmö*                            | Holma/Kroksbäck/Bellevuegården    | LUA       | U    | R    | R    | R    | R    | UO   |
| Skåne län            | Malmö*                            | Nydala/Hermodsdal/Lindängen       | LUA       |      | S    | S    | S    | S    |      |
| Skåne län            | Malmö*                            | Rosengård söder om Amiralsgatan   | URBAN 15  | S    | S    | S    | S    | S    | UO   |
| Skåne län            | Malmö*                            | Södra Sofielund (Seved)           | URBAN 15  | S    | S    | S    | S    | R    | UO   |
| Stockholms län       | Botkyrka*                         | Alby (som Alby/Fittja 2015)       | LUA       | R    | S    | S    | S    | S    | UO   |
| Stockholms län       | Botkyrka*                         | Fittja (som Alby/Fittja 2015)     | LUA       | R    | S    | S    | S    | S    | UO   |
| Stockholms län       | Botkyrka*                         | Hallunda/Norsborg                 | LUA       | S    | S    | S    | S    | S    |      |
| Stockholms län       | Botkyrka*                         | Storvreten                        |           |      |      | U    | U    | U    |      |
| Stockholms län       | Haninge                           | Brandbergen                       |           | U    | U    | U    | U    | U    |      |
| Stockholms län       | Haninge                           | Jordbro                           | LUA       |      | U    | U    | U    | U    |      |
| Stockholms län       | Huddinge*                         | Grantorp/Visättra (Flemingsberg)  | LUA       |      |      |      | U    | U    |      |
| Stockholms län       | Huddinge*                         | Skogås                            | LUA       | U    | U    | U    | U    | U    |      |
| Stockholms län       | Huddinge*                         | Vårby                             | LUA       |      | U    | U    | U    | U    |      |
| Stockholms län       | Järfälla*                         | Sångvägen                         |           | U    | U    | U    | U    | U    |      |
| Stockholms län       | Järfälla*                         | Termovägen (avförd 2023)          |           | U    | U    | U    | U    |      |      |
| Stockholms län       | Nacka                             | Fisksätra                         | LUA       |      |      |      | U    | U    |      |
| Stockholms län       | Sigtuna                           | Valsta                            |           |      |      |      | R    | R    |      |
| Stockholms län       | Sollentuna                        | Edsberg (avförd 2023)             |           | U    | U    | U    | U    |      |      |
| Stockholms län       | Sollentuna                        | Tureberg                          |           | R    | R    | R    | R    | R    |      |
| Stockholms län       | Solna                             | Hagalund                          |           |      |      |      |      | U    |      |
| Stockholms län       | Stockholm*                        | Bredäng                           |           | U    | U    | U    | U    | U    |      |
| Stockholms län       | Stockholm*                        | Hagsätra/Rågsved                  | LUA       | U    | U    | U    | U    | U    |      |
| Stockholms län       | Stockholm*                        | Hässelby/Vällingby                |           | U    | U    | U    | U    | U    |      |
| Stockholms län       | Stockholm*                        | Vårberg                           |           |      | U    | U    | U    | U    |      |
| Stockholms län       | Stockholm*                        | Älvsjö/Solberga (avförd 2023)     |           | U    | U    | U    | U    |      |      |
| Stockholms län       | Stockholm*                        | Östberga (avförd 2023)            |           | U    | U    | U    | U    |      |      |
| Stockholms län       | Stockholm*                        | Rinkeby/Tensta                    | URBAN 15  | S    | S    | S    | S    | S    | UO   |
| Stockholms län       | Stockholm*                        | Husby                             | LUA       | S    | S    | S    | S    | S    |      |
| Stockholms län       | Sundbyberg                        | Rissne/Hallonbergen               |           | U    | U    | R    | R    | R    |      |
| Stockholms län       | Södertälje*                       | Fornhöjden                        | LUA       | U    | U    | R    | R    | R    |      |
| Stockholms län       | Södertälje*                       | Hovsjö                            | URBAN 15  | U    | U    | R    | R    | S    |      |
| Stockholms län       | Södertälje*                       | Ronna/Geneta/Lina                 | URBAN 15  | S    | S    | S    | S    | S    |      |
| Stockholms län       | Södertälje*                       | Saltskog                          |           |      |      |      |      | U    |      |
| Stockholms län       | Upplands-Bro                      | Finnsta                           |           | U    | U    | U    | U    | U    |      |
| Stockholms län       | Upplands Väsby                    | Smedby (avförd 2019)              |           | U    | U    |      |      |      |      |
| Södermanlands län    | Eskilstuna*                       | Fröslunda                         |           | U    | U    | U    | U    | U    | UO   |
| Södermanlands län    | Eskilstuna*                       | Lagersberg (avförd 2023)          |           | U    | U    | U    | U    |      | UO   |
| Södermanlands län    | Eskilstuna*                       | Skiftinge                         |           |      | U    | U    | U    | U    |      |
| Södermanlands län    | Eskilstuna*                       | Årby                              |           |      |      |      |      | U    | UO   |
| Uppsala län          | Uppsala*                          | Gottsunda (m Valsätra 2015)       | LUA       | U    | S    | S    | S    | R    | UO   |
| Västmanlands län     | Västerås*                         | Bäckby                            |           | U    | U    | U    | U    | U    | UO   |
| Västra Götalands län | Borås*                            | Hässleholmen/Hulta                | URBAN 15  | R    | S    | S    | S    | S    |      |
| Västra Götalands län | Borås*                            | Norrby                            |           |      | S    | S    | S    | S    |      |
| Västra Götalands län | Göteborg*                         | Hisings Backa                     |           | U    | U    | U    | U    | U    |      |
| Västra Götalands län | Göteborg*                         | Rannebergen (avförd 2021)         |           | U    | U    | U    |      |      |      |
| Västra Götalands län | Göteborg*                         | Biskopsgården                     | URBAN 15  | S    | S    | S    | S    | R    |      |
| Västra Götalands län | Göteborg*                         | Bergsjön                          | URBAN 15  | S    | S    | S    | S    | S    |      |
| Västra Götalands län | Göteborg*                         | Gårdsten                          | URBAN 15  | S    | S    | R    | U    | U    |      |
| Västra Götalands län | Göteborg*                         | Hammarkullen                      |           | S    | S    | S    | S    | S    | UO   |
| Västra Götalands län | Göteborg*                         | Hjällbo                           | URBAN 15  | S    | S    | S    | S    | S    | UO   |
| Västra Götalands län | Göteborg*                         | Lövgärdet                         |           | S    | S    | S    | S    | S    |      |
| Västra Götalands län | Göteborg*                         | Tynnered/Grevegården/Opaltorget   |           | U    | S    | S    | R    | R    |      |
| Västra Götalands län | Trollhättan*                      | Kronogården/Lextorp/Sylte         | URBAN 15  | U    | U    | U    | R    | R    | UO   |
| Örebro län           | Örebro*                           | Oxhagen/Varberga                  |           | R    | R    | R    | R    | R    | UO   |
| Örebro län           | Örebro*                           | Vivalla                           |           | S    | S    | S    | S    | S    | UO   |
| Östergötlands län    | Linköping*                        | Skäggetorp                        | LUA       | S    | S    | S    | S    | S    | UO   |
| Östergötlands län    | Norrköping*                       | Hageby (avförd 2019-2021)         |           | U    | U    |      |      | U    | UO   |
| Östergötlands län    | Norrköping*                       | Klockaretorpet (avförd 2021)      | LUA       |      | U    | U    |      |      |      |
| Östergötlands län    | Norrköping*                       | Navestad                          |           |      | U    | U    | U    | U    |      |
|                      | Antal utsatta områden (enbart): U | Antal utsatta områden (enbart): U |           | 32   | 32   | 28   | 28   | 27   |      |
|                      | Antal riskområden: R              | Antal riskområden: R              |           | 6    | 6    | 10   | 14   | 15   |      |
|                      | Antal särskilt utsatta områden: S | Antal särskilt utsatta områden: S |           | 15   | 23   | 22   | 19   | 17   |      |
|                      | Summa, totalt:                    | Summa, totalt:                    | 38        | 53   | 61   | 60   | 61   | 59   |      |

Av de 38 utanförskapsområdena (LUA-områden) från år 2008-2012 har följande inte klassats som utsatta områden sedan år 2015 och återfinns därför inte i tabellen ovan:
| Område     | Kommun    | Län            |
| ---------- | --------- | -------------- |
| Brynäs     | Gävle     | Gävleborg      |
| Öxnehaga   | Jönköping | Jönköping      |
| Hertsön    | Luleå     | Norrbotten     |
| Skärholmen | Stockholm | Stockholm      |
| Skönsberg  | Sundsvall | Västernorrland |

Av de 40 områden som klassades ha störst utanförsproblematik 2024 med inte är med ovan, listas här:
| Område                       | Kommun     | Län             |
| ---------------------------- | ---------- | --------------- |
| Alvesta centrum              | Alvesta    | Kronoberg       |
| Krylbo-Isaksbo-Mästerbo      | Avesta     | Dalarna         |
| Nyfors centrum-Väster        | Eskilstuna | Södermanland    |
| Kortedala nordöstra          | Göteborg   | Västra Götaland |
| Frölunda torg östra          | Göteborg   | Västra Götaland |
| Linehed södra-Östra Stranden | Halmstad   | Halland         |
| Centrala Söderhöjden         | Järfälla   | Stockholm       |
| Kungsmarken                  | Karlskrona | Blekinge        |
| Persborg-Törnrosen           | Malmö      | Skåne           |
| Augustenborg                 | Malmö      | Skåne           |
| Möllevången syd              | Malmö      | Skåne           |
| Västra Råby                  | Västerås   | Västmanland     |

*) Dessa kommuner tillhör de 32 kommuner som har rätt att ansöka om statsbidrag till kommuner med socioekonomiskt eftersatta områden sedan 2018. Dessutom tillhör följande kommuner dem, men har inte haft utsatta områden och återfinnes därför inte i tabellen:
| Kommun      | Län             |
| ----------- | --------------- |
| Filipstad   | Värmland        |
| Gävle       | Gävleborg       |
| Karlskrona  | Blekinge        |
| Katrineholm | Södermanland    |
| Motala      | Östergötland    |
| Nyköping    | Södermanland    |
| Sandviken   | Gävleborg       |
| Uddevalla   | Västra Götaland |
| Åstorp      | Skåne           |